# Paranephrops planifrons
Paranephrops planifrons är en kräftdjursart som beskrevs av White 1842. Paranephrops planifrons ingår i släktet Paranephrops och familjen Parastacidae. IUCN kategoriserar arten globalt som livskraftig. Inga underarter finns listade i Catalogue of Life.